# Osei Tutu
Osei Kofi Tutu I – założyciel Konfederacji Aszanti, luźno połączonej grupy miast.
Został Kumasehene – władcą miasta Kumasi w roku 1675, obejmując urząd po swoim wujku Obiri Yeboah. Przy pomocy broni palnej kupionej od europejskich kupców w zamian za złoto i niewolników w znacznym stopniu rozszerzył potęgę miasta-państwa. Zapoczątkował przymierze stanów Aszanti przeciw regionalnym hegemonom Denkyira, następnie ich pokonując. Siłą dyplomacji nakłonił innych władców Aszanti do wierności Kumasi. Swoją karierę zawdzięcza w głównej mierze doradztwu lidera religijnego Okomfo Anokye.
Konfederacja Aszanti była urzędowo sformowana w roku 1701, a Osei Tutu został koronowany na Asantehene. Utrzymywał swoją pozycję, aż do śmierci w roku 1717 podczas bitwy przeciw Akyem.